# Фиске, Томас
Томас Скотт Фиске (англ. Thomas Scott Fiske, 12 мая 1865, Нью-Йорк, Нью-Йорк — 10 января 1944, Покипси, Нью-Йорк) — американский математик. Основатель Американского математического общества (1888).

## Биография
Родителями Томаса Скотта Фиске были Томас Скотт Фиске-старший и Клара Питтман. Отец был первым сыном Дэвида Фиске (1792 г.р.) и его первой жены Эбигейл Норс. Дэвид Фиске был фермером и дьяконом в конгрегационалистской церкви Амхерста. Томас Скотт Фиске-старший (род. 1823) был первым ребенком Дэвида и Эбигейл Фиске. Он эмигрировал в Сент-Луис примерно в 1848 году, оттуда в Новый Орлеан, а затем в Калифорнию, где занялся банковским бизнесом, накопил некоторую собственность и вернулся на Восток.
И Томас Скотт Фиске-старший, и Клара Питтман происходили из английских семей. Кроме Томаса Скотта Фиске-младшего в семье был ещё младший сын Джеймс Портер Фиске, который родился в Нью-Йорке в 1866 году. Джеймс Портер Фиске стал хирургом. Томас Скотт Фиске-младший учился в церковной школе Старой Троицы в Нью-Йорке, затем в школе Пингри в Элизабет, штат Нью-Джерси. В 1882 году он поступил в Колумбийский колледж, за тридцать лет до того, как тот стал Колумбийским университетом, получил степень бакалавра искусств в 1885 году. В 1888 году получил степень доктора философии. Был научным сотрудником, ассистентом, преподавателем, инструктором и адъюнкт-профессором до 1897 г., когда получил должность профессора математики. В 1899 году Фиске исполнял обязанности декана Барнард-колледжа.
В 1887 году, когда Фиске учился на втором курсе в аспирантуре, Говард Ван Амриндж предложил ему провести не менее шести месяцев в Англии в Кембриджском университете. Он прибыл с рекомендательными письмами, написанными Г. Л. Райвсом, попечителем Колумбийского колледжа.
Впечатлённый работой Лондонского математического общества, по возвращении в Нью-Йорк Фиске посвятил все свои усилия созданию Нью-Йоркского математического общества. Общество было основано в 1888 году, его первым президентом стал Ван Амриндж, а секретарем — сам Фиске. С 1902 по 1904 год он сам возглавлял Американское математическое общество, а также редактировал Бюллетень (1891—1899) и Труды (1899—1905) этого общества.
В 1902 году Фиске стал секретарем приемной комиссии Бернард-колледжа. В 1905—1906 годах также был президентом Ассоциации учителей математики Средних штатов и Мэриленда. Помимо своих математических статей он был автором «Теории функций комплексной переменной» (1906 г.; четвертое издание, 1907 г.).
С 1936 года на пенсии.